# امبویلا
امبویلا (به لاتین: Ambuila) یک شهرداری در آنگولا است که در استان اوییگه واقع شده‌است.